# آلبری جنوبی، نیو ساوت ولز
آلبری جنوبی (به انگلیسی: South Albury) یک حومه شهر در استرالیا است که در نیو ساوت ولز واقع شده‌است.